# Microsoft Certified Professional
Сертифіко́ваний Фахіве́ць Майкросо́фт (англ. Microsoft Certified Professional, MCP або Microsoft Certified System Engineer, MCSE) відповідає двом сертифікаціям Майкрософт: індивідуальній і ширшій професійній програмі сертифікації.
Щоби стати MCSE або MCP кандидати мають скласти іспит (вірніше серію іспитів) з цієї програми. Існують різні сертифікації СФМ відповідно до різних галузей досвіду фахівця. Іспити складаються англійською мовою. Популярні сертифікації мають назви: MCP, Microsoft Certified System Engineer (MCSE) and Microsoft Certified Database Administrator (MCDBA). Для того щоби довідатися докладніше можна прочитайте англійською тут:Microsoft's Official Learning site.
Кожен іспит коштує близько 125$ США. Іспит триває близько 2-3 годин і містить порядку 50-90 питань з можливістю обирати правильну відповідь. У жовтні 2005-го року Майкрософт започаткував т.з. трьох-рівневий іспит.

## Сертифікований Системний Інженер Майкрософт - MCSE
Англійською Microsoft Certified Systems Engineer (або MCSE) це найвідоміша сертифікація фірми Майкрософт. Це підтверджує, що фахівець здатний аналізувати і приймати рішення необхідні для роботи інформаційної системи, впроваджувати необхідну інфраструктуру. З 2006-го року сертифікація можлива за двома спеціалізаціями: Windows 2000 та Windows Server 2003, кожна з яких має свій набір іспитів. 
Кандидати на отримання MCSE 2000 складають п'ять обов'язкових іспитів (чотири іспити по операційній системі, один з побудови (дизайну)) і два іспити на вибір. Загалом сім іспитів.
Кандидати на отримання MCSE 2003 мають скласти шість обов'язкових іспитів (чотири іспити по мережі, один з операційної системи і один з побудови (дизайну)) і один іспит на вибір. Загалом сім іспитів.
Зміст цих іспитів включає такі питання як мережева безпека, інфраструктура комп'ютерної мережі, Active Directory (Server 2003), Microsoft Exchange Server, Microsoft SQL Server та інші питання як на теми загальної мережевої грамотності, так і специфічні питання по деяких продуктах Майкрософт.